# Сфенел (сын Персея)
Сфенел (др.-греч. Σθένελος) — персонаж древнегреческой мифологии Царь Микен. Упомянут в «Илиаде» (XIX 116). Сын Персея и Андромеды.
Его женой была Никиппа, дети Алкиона, Медуса и Еврисфей. По другим авторам, жена Амфибия (дочь Пелопа) либо Антибия (дочь Амфидаманта).
После смерти Электриона изгнал Амфитриона и захватил власть над Микенами и Тиринфом. Сын Сфенела Еврисфей убит Гиллом.